# Cría de bebés
La cría de bebés (en inglés, baby farming) es una práctica histórica que consistía en aceptar la custodia de un bebé o un niño pequeño a cambio de un pago en la Gran Bretaña de finales de la época victoriana y, con menor frecuencia, en Australia, Nueva Zelanda y los Estados Unidos contemporáneos. Si el bebé era pequeño, esto generalmente incluía la lactancia con ama de cría (amamantamiento por parte de una mujer que no es la madre). Algunos criadores de bebés "adoptaban" niños a cambio de pagos globales, mientras que otros cuidaban a los niños a cambio de pagos periódicos.

## Descripción

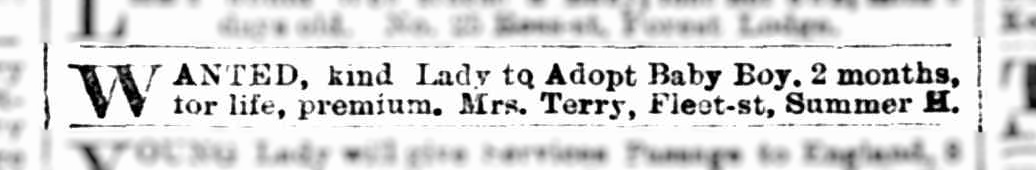
Un anuncio en el periódico al que respondieron los criadores de bebés John y Sarah Makin, también conocidos como los Hatpin Murderers (del The Evening News del 27 de abril de 1892).

El uso de hogares de acogida en la Gran Bretaña del siglo XVIII por parte de padres de clase media fue descrito por Claire Tomalin en su biografía de Jane Austen, quien fue acogida en la década de 1760 de esta manera, al igual que todos sus hermanos, desde que tenían unos pocos meses hasta que eran niños pequeños. Tomalin enfatiza la distancia emocional que esto creó.
En una época en que la anticoncepción era muy limitada o nula, el aborto ilegal y peligroso y los hijos ilegítimos (bastardos) despreciados, un contexto histórico importante para impulsar esta práctica fue la Ley de Enmienda de la Ley de Pobres de 1834 que, considerando la pobreza y la ilegitimidad asuntos morales, negaba a los pobres el derecho a la subsistencia a través de la caridad y eximía al padre de asumir alguna responsabilidad al respecto de los hijos nacidos fuera del matrimonio. Diseñada para restaurar la moralidad femenina y estimular a los pobres ahorrativos y trabajadores, los más pobres y las madres solteras fueron obligados a trabajar en las workhouses, asilos similares a prisiones.
En la Gran Bretaña de finales de la época victoriana (y, con mucha menos frecuencia, en Australia y Estados Unidos), la cría de bebés era la práctica de aceptar la custodia de un bebé o un niño pequeño a cambio de un pago. Aunque  se les pagaba con el entendimiento de que se les brindaría atención, el término "granjero de bebés" se usaba como un insulto y generalmente implicaba un trato inapropiado. La ilegitimidad y el estigma social que la acompañaba eran generalmente el impulso para la decisión de una madre soltera de escasos recursos de entregar a sus hijos "a cuidar" a un criador de bebés, pero la cría de bebés también abarcaba el acogimiento temporal y la adopción en el período anterior a que fueran regulados por la ley británica a mediados del siglo XIX.

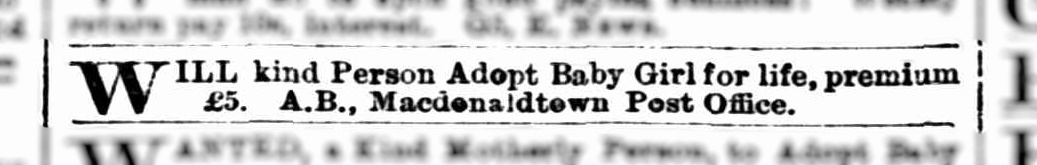
Un anuncio en el periódico al que respondieron los criadores de bebés John y Sarah Makin, también conocidos como The Hatpin Murderers (del The Evening News, del 4 de mayo de 1892).

En particular, en el caso de adopciones de suma global, era más rentable para el criador de bebés si el infante o niño que adoptaba moría, ya que el pequeño pago no podía cubrir el cuidado del niño por mucho tiempo y las madres no solían visitar o hacer preguntas sobre cómo estaba. Algunos criadores de bebés adoptaban numerosos niños y luego los descuidaban o directamente los asesinaban (véase infanticidio). En un tiempo de alta mortalidad infantil, las muertes infantiles eran bastante comunes y atraían poca atención; sí se llegaba a encontrar un cadáver, era prácticamente imposible rastrear a la madre. Varios criadores de bebés fueron juzgados por asesinato, homicidio o negligencia criminal y fueron ahorcados. Margaret Waters (ejecutada en 1870) y Amelia Dyer (ejecutada en 1896) fueron dos famosas granjeras de bebés británicas, al igual que Amelia Sach y Annie Walters (ejecutadas en 1903). La última granjera ejecutada en Gran Bretaña fue Rhoda Willis, ahorcada en Gales en 1907.
La única mujer ejecutada en Nueva Zelanda, Minnie Dean, era una criadora, aunque en 1926, un criador, Daniel Cooper, fue ejecutado por la muerte de su primera esposa embarazada y sus dos hijos posteriores. En Australia, la criadora de bebés Frances Knorr fue ejecutada por infanticidio en 1894. Aunque John y Sarah Makin también fueron condenados por infanticidio, sólo John Makin había sido ejecutado un año antes (1893) en Sídney por este crimen. 
En Escandinavia existía un eufemismo para esta actividad: änglamakerska (sueco, incluida Hilda Nilsson)  y englemagerske (danés, incluida Dagmar Overbye), ambas palabras significan literalmente "creadora de ángeles".

## Rechazo
Una investigación encubierta sobre la cría de bebés, publicada en una carta a The Times en 1870, concluyó que "mi convicción es que estas mujeres asesinan a decenas de niños y que la adopción es sólo una frase elegante para referirse a una muerte lenta o repentina".
Inspirado por una serie de artículos que aparecieron en el British Medical Journal en 1867, el Parlamento del Reino Unido comenzó a regular la cría de bebés con la aprobación de la Ley de Protección de la Vida Infantil de 1872. 
En 1896, el forense londinense Athelstan Braxton Hicks prestó testimonio sobre los peligros de la cría de bebés ante el Comité Selecto sobre el Proyecto de Ley de Protección de la Vida Infantil. Un caso que citó fue el de la señora Arnold, que había estado "soplando" a los bebés legalmente, haciéndolo uno de cada vez. En otra investigación, el jurado opinó que "hubo negligencia grave en el caso", pero no pudo asignar responsabilidades. Agregaron que "el jurado tiene la firme opinión de que es muy necesaria una mayor legislación en lo que se conoce habitualmente como casos de cría de bebés, y en particular que la legislación requerida debería extenderse al cuidado de un solo bebé, y que la edad del bebé no debería limitarse a un año, sino más bien a cinco años y que debería ser un delito que cualquier persona que se haga cargo del cuidado de dicho bebé lo subcríe". 
La Ley de Protección de la Vida Infantil de 1897 finalmente autorizó a las autoridades locales a controlar y mantener un registro de enfermeras responsables de más de un bebé menor de cinco años durante un período superior a 48 horas, así como potestad para entrar en cualquier domicilio donde se sospechara que se estuvieran cometiendo abusos contra los menores allí acogidos.
Durante los siguientes setenta años se aprobaron una serie de leyes, incluida la Ley de la Infancia de 1908 (8 Edw. 7. c. 67), según la cual "ningún bebé podía ser mantenido en un hogar que fuera tan inadecuado y estuviera tan superpoblado como para poner en peligro su salud, y ningún bebé podía ser mantenido por una enfermera no apta que amenazara, por negligencia o abuso, su cuidado y mantenimiento adecuados". 
La Ley de 1939 sobre la reglamentación de la adopción de niños colocó gradualmente la adopción y el cuidado temporal bajo la protección y reglamentación del Estado.

## Gran Bretaña en la posguerra
En las décadas de 1960 y 1970, miles de niños de África occidental fueron acogidos en forma privada por familias blancas en el Reino Unido, en un fenómeno conocido como "agricultura". Los padres biológicos generalmente eran estudiantes universitarios en el Reino Unido que también tenían un trabajo. Colocaron anuncios en los periódicos buscando familias de acogida para cuidar a sus hijos. 

## Criadores de bebés criminales
La siguiente es una lista de agricultores de bebés con condenas penales asociadas con sus operaciones, categorizadas por país y número de víctimas:

### Australia
- Frances Knorr
- John y Sarah Makin

### Canadá
- Monjas grises de Montreal (sospechoso: relato de un periódico)
- Casa de maternidad Ideal

### Dinamarca
- Dagmar Overbye

### Alemania
- Elisabeth Wiese

### Italia
- Hermanas de Santa Ana (sospechoso: relato de un periódico)

### Japón
- Miyuki Ishikawa
- Shige Sakakura

### México
- Felícitas Sánchez Aguillón

### Nueva Zelanda
- Daniel Cooper (asesino)
- Minnie Dean

### Portugal
- Luisa de Jesús

### Suecia
- Hilda Nilsson

### Reino Unido
- Amelia Dyer
- Frances Knorr
- Amelia Sach y Annie Walters
- Margaret Waters
- Ada Williams
- Rhoda Willis
- Jessie King

### Estados Unidos
- Julia Fortmeyer
- Helene Auguste Geisen-Volk
- Georgia Tann
- Henrietta Bamberger

## En la cultura popular
- El personaje principal de Oliver Twist de Charles Dickens pasa sus primeros años en una "granja de bebés".
- La heroína homónima deja a su bebé recién nacido "a cuidar" con un 'granjero' en la novela Esther Waters (1894) de George Moore.
- El personaje principal de la novela El perfume, Jean-Baptiste Grenouille, queda huérfano poco después de nacer y es criado en un orfanato, muchos de los cuales cometían abusos con sus internos de la misma manera que una "granja de bebés".
- El personaje de la Sra. Sucksby en la novela Fingersmith de Sarah Waters es una 'granjera'.
- En la opereta H.M.S. Pinafore de Gilbert y Sullivan, el personaje de Buttercup revela que, cuando era criadora, cambió accidentalmente a dos bebés de diferentes clases sociales. Esto es parte de una sátira de la jerarquía de clases en la Inglaterra victoriana.
- El libro Mama's Babies de Gary Crew es la historia de un hijo de un 'granjero' en la década de 1890.
- La película muda Sparrows (1926), con Mary Pickford, está ambientada en una granja de bebés en los pantanos del sur estadounidense.
- En la trilogía de novelas El ladrón de fuego, una granja de bebés ocupa un lugar destacado.
- La trama de Frog Music de Emma Donoghue se inicia cuando la protagonista recupera a su hijo de una granja de bebés.
- El musical australiano The Hatpin cuenta la experiencia de una madre con bebés a su cargo y se inspiró en la historia real de Amber Murray y la familia Makin.
- La poetisa australiana Judith Rodríguez ha escrito una serie de poemas basados en la granjera de Melbourne Frances Knorr en The Hanging of Minnie Thwaites .
- La telenovela de la BBC EastEnders presenta a un personaje malvado llamado Babe Smith, quien es expuesta como un granjero de bebés junto con Queenie Trott. Se revela que mientras estaban en Ramsgate, recogieron a jóvenes embarazadas y vendieron a sus bebés al mejor postor. En una trama de 2024 que involucra a George Knight, sus padres adoptivos Eddie y Gloria revelan que les pagaron para adoptarlo.[18]
- En un episodio de marzo de 2013 de la serie Haunted Collector de Syfy, John Zaffis y su equipo descubrieron que un bar de puros de Boston se utilizó para albergar una granja de bebés en la década de 1870. Se descubrió que la Sra. Elwood, quien dirigía la granja, había maltratado e incluso asesinado a algunos de los bebés que se encontraban allí. También encontraron una jeringa enterrada en los cimientos del edificio que databa de la época de la granja.